# Ідрісова Айгуль Ільдусівна
Айгуль Ільдусівна Ідрісова (нар. 11 липня 1995) — російська шашистка, майстер спорту (з 23 квітня 2012), міжнародний майстер (2013).

## Освіта
З 2002 по 2011 рр. навчалася в Башкирській республіканській гімназії-інтернаті імені А. Валіді № 2 (м. Ішимбай). З 2011 по 2013 роки навчалася в Башкирській республіканській гімназії-інтернаті № 1 імені Р. Гаріпова (м. Уфа). Випустилася з медаллю за відмінне навчання. З 2013 р. є студенткою кафедри прикладної фізики Фізико-технічного інституту Башкирського Державного Університету (м. Уфа).

## Спортивна біографія
Грати навчилася в 6 років, коли ходила в дитячий садок. Вступивши в перший клас, почала відвідувати секцію шашок при школі.
Дебютувала на вищому рівні в 9 років, взявши участь в Особисто-командному чемпіонаті Росії з міжнародних шашок серед жінок.
Чемпіонка Всесвітніх інтелектуальних ігор у Ліллі, 2012 рік (він же чемпіонат світу з міжнародних шашок з бліцу серед жінок).
Бронзовий призер чемпіонату Європи в бліц-програмі (2013, Угорщина, Будапешт). Бронзовий призер чемпіонату світу з міжнародних шашок серед дівчат (листопад 2011, Улан-Батор, Монголія).
Бронзовий призер фіналу чемпіонату Росії серед жінок з міжнародних шашок (2011, Уфа), срібний призер фіналу чемпіонату Росії серед жінок з міжнародних шашок (2012, Ішимбай). Чемпіонка Росії в особисто-командному чемпіонаті Росії з міжнародних шашок (як особистий залік, так і командний) (листопад 2011, Ішимбай, Росія). Чемпіонка Європи з блискавичної програмі у складі збірної Росії (жовтень 2014, Естонія).
У 2013 році виграла чемпіонат світу зі стокліточних шашок серед дівчат до 19 років (Франція, Мирпуа). У 2014 році стала переможцем першості Європи зі стокліточних шашок серед юніорок (Білорусь, Пінськ).
Входила в молодіжну збірну Росії з міжнародних шашок (з 2004), так і з російських шашок
До 2011 року виступала за Ішимбай. З 2012 року виступає за Уфу. Вихованка ДЮСШ № 23 міста Уфи.
Виступала за шашковий клуб «Сатраш» (Ішимбай), «Юність» (Уфа).
Грає за професійний шашковий клуб «Башнефть» (Уфа).
На чемпіонаті світу з міжнародних шашок 2015 року посіла 6-е місце.

## Трівія
В інтерв'ю газеті «Республіка Башкортостан», опублікованому 15.01.2008, головний тренер зб. Башкортостану і Росії Юрій Володимирович Черток передбачав перспективи шашок Башкортостану: «10-річна уфимка Азалія Сагітова, її землячка Юлія Валєєва, якій 16 років, ішимбайські дівчата 12-річна Айгуль Ідрісова і 15-річна Алія Амінова — ось наш заділ на майбутнє. У юнаків підтверджує свій яскравий талант Айнур Шайбаков».